# Сунил Четри
Сунил Четри (на английски: Sunil Chhetri) е индийски футболист, нападател на Бенгалуру. Капитан и голмайстор на националния отбор на Индия. Четири пъти е избиран за футболист на годината в Индия – през 2007, 2011, 2013 и 2014 г.

## Клубна кариера
Започва кариерата си в Мохун Баган в Националната футболна лига. Тимът обаче не се бори за високи места в класирането и през 2005 г. Четри преминава в Джей Ес Ти. Сунил се превръща във водещ играч на тима и става вицешампион на страната през сезон 2006/07. През 2007 г. печели наградата за футболист на годината в Индия след силни мачове за клубния и националния отбор.
През 2008 г. интерес към нападателя проявява Лийдс Юнайтед, но не се стига до трансфер. Четри продължава кариерата си в Ийст Бенгал, а през 2009 г. печели Ай Лигата в тима на Демпо.
На 24 март 2010 г. подписва договор с Канзас Сити Уизардс от Мейджър Лийг Сокър. Четри е първият индиец, играл в първенството на САЩ. Сунил записва само един официален мач за Канзас – в турнира за купата на САЩ срещу Колорадо Рапидс.
През 2011 г. се завръща в Индия с екипа на Юнайтед СК, след което се завръща в първия си клуб Мохун Баган. През юли 2012 г. подписва със Спортинг Лисабон и записва 3 мача за дублиращия отбор в Сегунда лига. В началото на 2013 г. е даден под наем на Чърчил Брадърс и печели титлата на Индия.
През 2013/14 Четри отново печели Ай Лигата, вече в състава на Бенгалуру ФК. Четри става и първият индиец – голмастор на лигата с 14 точни попадения. През 2015 г. преминава в Мумбай Сити в Суперлигата. Сунил е първият индиец с хеттрик в Суперлигата, след като поразява вратата на НортИйст Юнайтед. За 11 мача през сезона Четри вкарва 7 гола. След края на сезон 2015 в Суперлигата, се завръща в Бенгалуру ФК.

## Национален отбор
Дебютира за малдежкия национален отбор на Индия на 30 март 2004 г. На 12 юни 2005 г. вкарва първия си гол за Индия в мач с Пакистан.
През 2007 г. печели Неру Къп в състава на Индия, а през 2008 г. е в основаа на триумфа в турнира АФК Чалъндж Къп. Четри печели още два пъти Неру Къп – през 2009 и 2012 г.
От 2012 г. Четри е капитан на индийския национален отбор.

## Успехи

### Клубни
- Ай Лига – 2009/10, 2012/13, 2013/14, 2015/16
- Купа на Федерацията – 2014/15

### Национални
- Неру Къп – 2007, 2009, 2012
- АФК Чалъндж Къп – 2008
- Шампионат на Южна Азия – 2011, 2016

### Индивидуални
- Футболист на годината в Индия – 2007, 2011, 2013, 2014
- Най-полезен играч на АФК Чалъндж Къп – 2008
- Голмайстор на Ай Лигата – 2013/14
- Голмайстор на Неру Къп – 2012
- Голмайстор на шампионата на Южна Азия – 2011